# Musée de la Force aérienne ukrainienne
Le musée de la Force aérienne ukrainienne est une institution culturelle située à Vinnytsia, en Ukraine. Il est fondé le 25 août 2001.

## Collections
Les collections sont présentées à l'air libre sur plus de 17 000 mètres carrés. Dix-huit avions, quatre hélicoptères plus des systèmes d'armes anti-aérien, missiles bombes soit plus de deux mille huit cents objets.

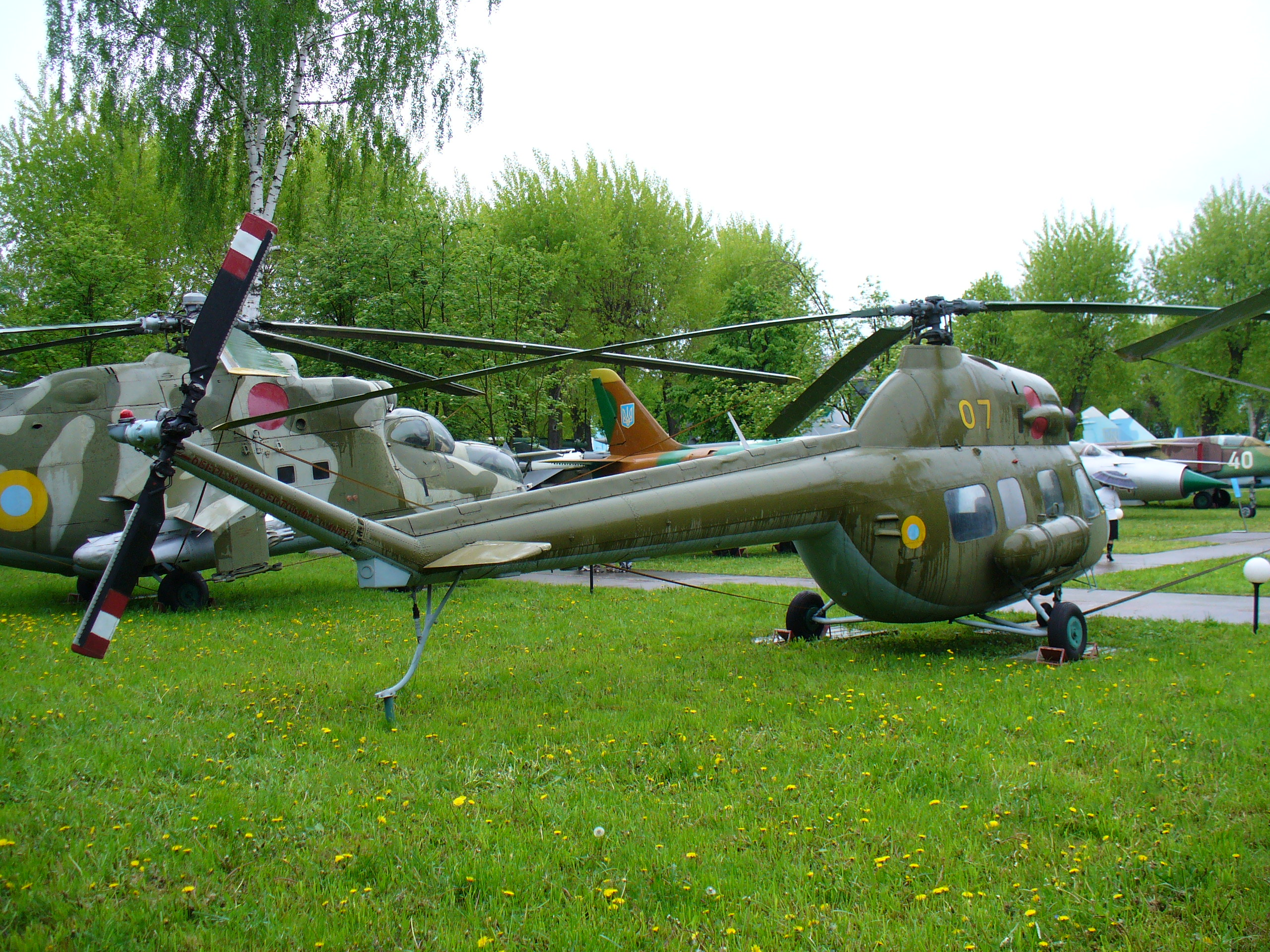
Un Mi-2.
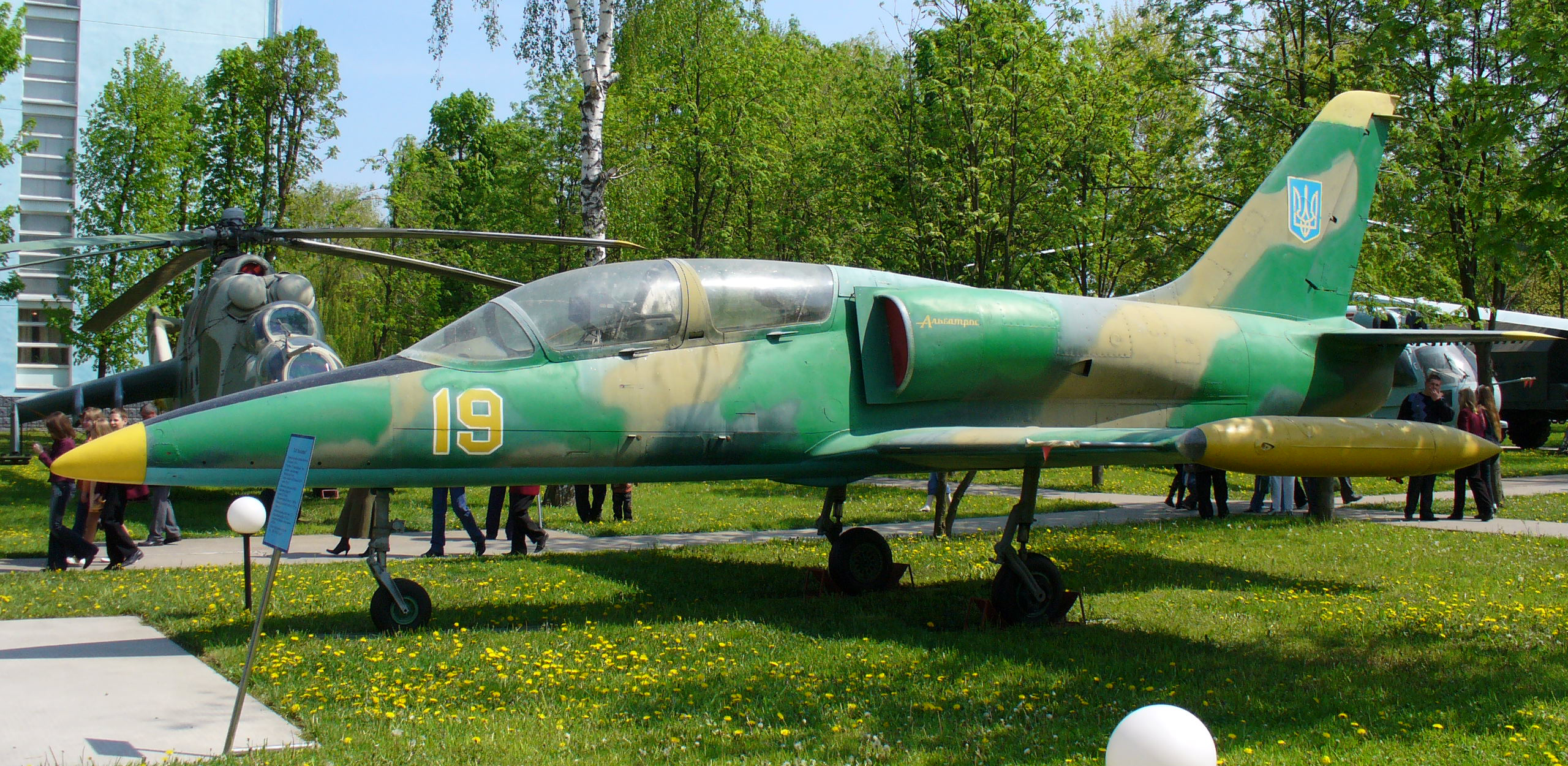
Un Albatro-39.
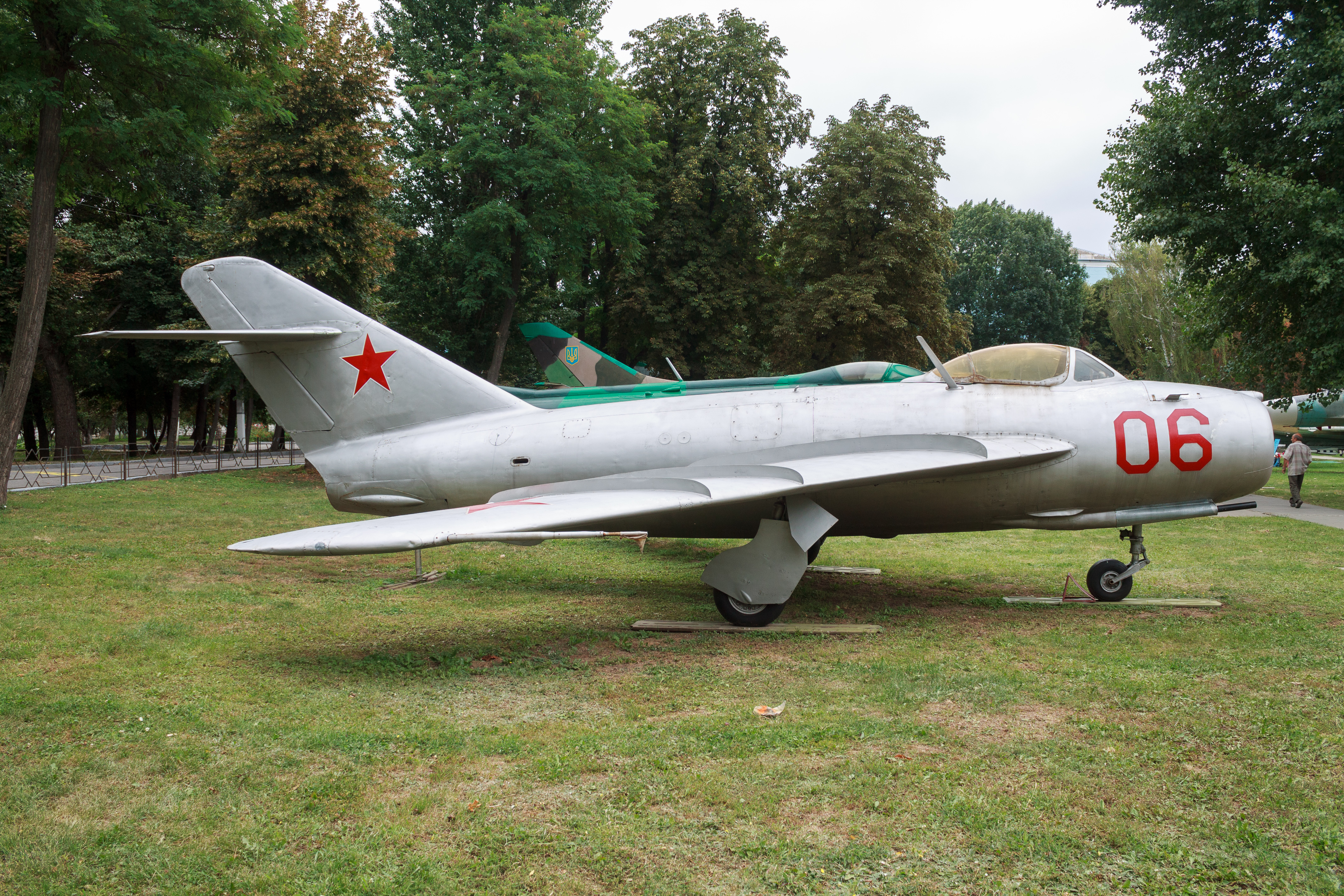
Un Mig-17.
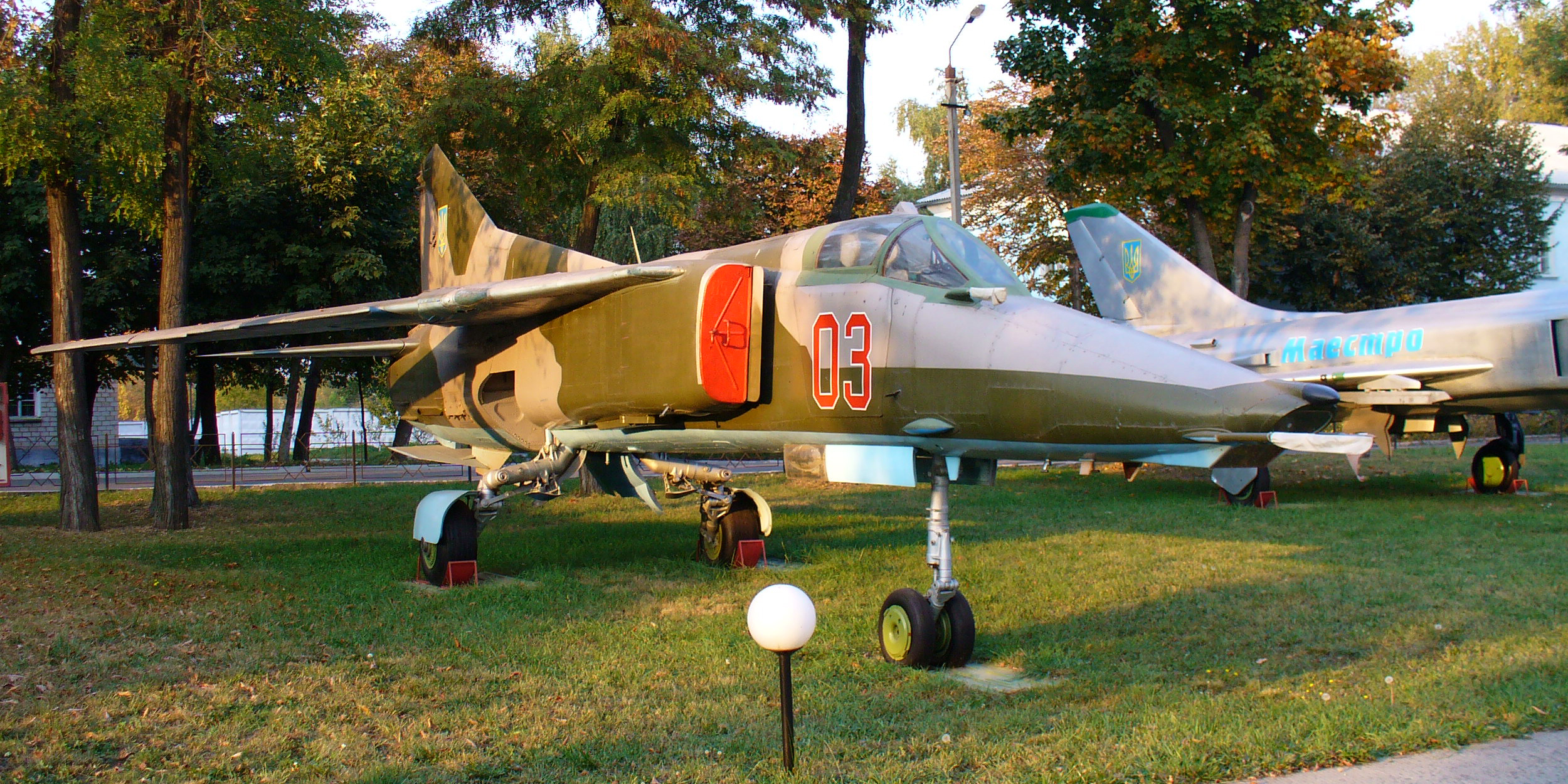
Un Mig-27.
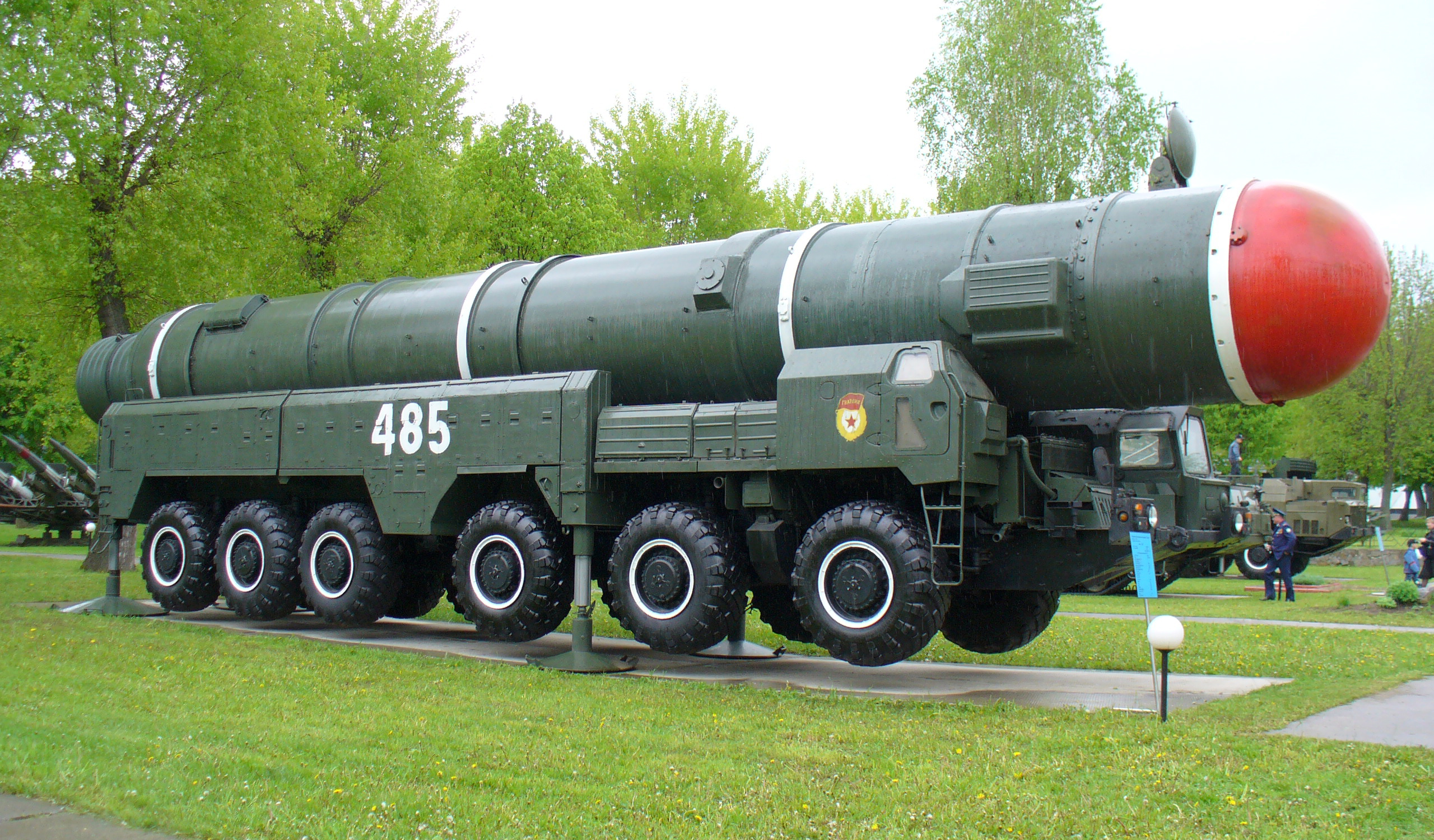
Missile RSD-10.
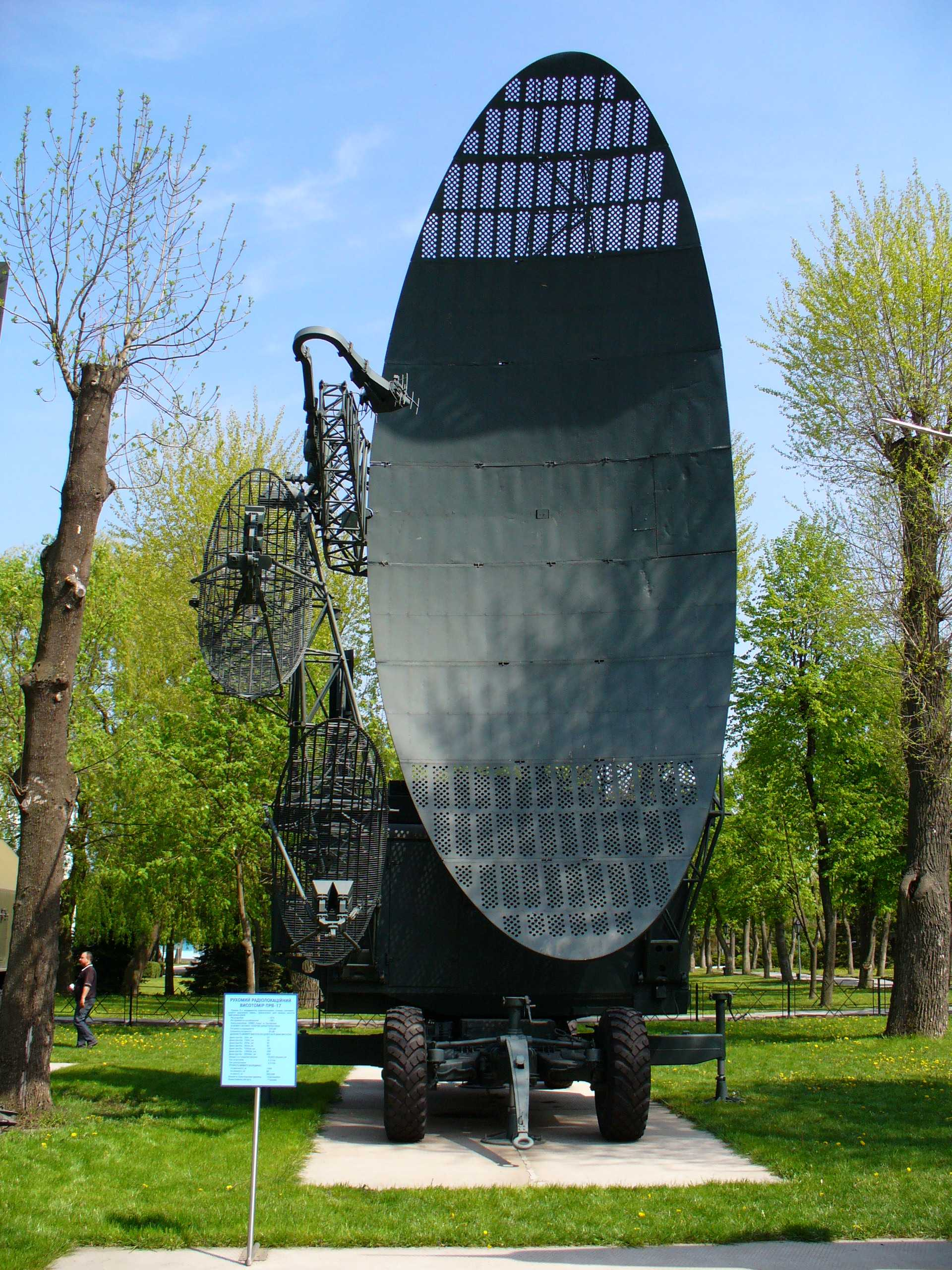
Radar PRV-17.